# Parorgerioides dumonti
Parorgerioides dumonti är en insektsart som beskrevs av De Bergevin 1928. Parorgerioides dumonti ingår i släktet Parorgerioides och familjen Dictyopharidae. Inga underarter finns listade i Catalogue of Life.